# Conservatieve Partij (Roemenië, 1880-1918)

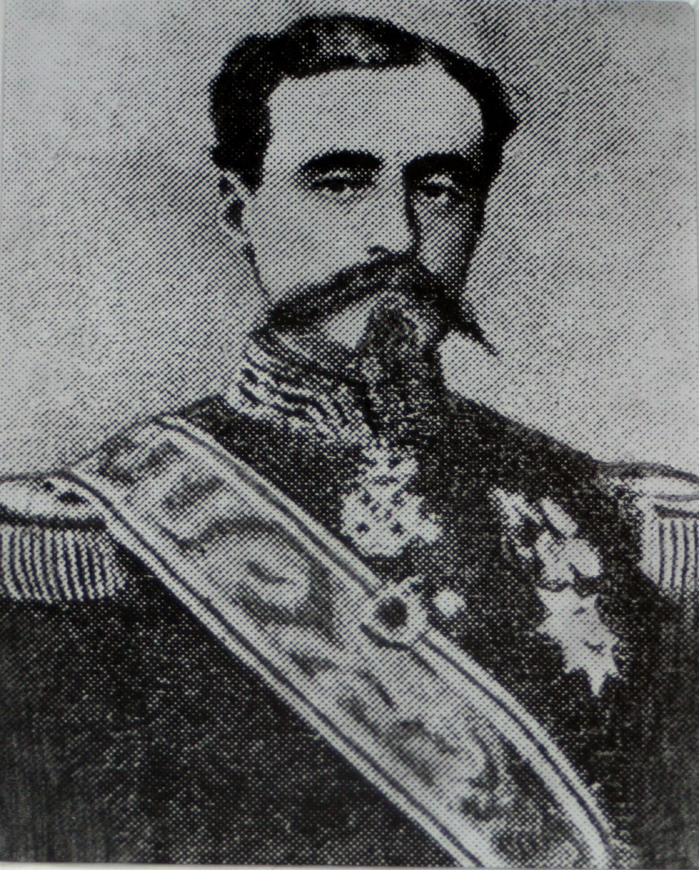
Ion Emanuel Florescu, premier van Roemenië in 1891 en lid van de Conservatieve Partij

De Conservatieve Partij (Roemeens: Partidul Conservator), was een Roemeense politieke partij die tussen 1880 en 1918 bestond. Naast de Nationaal-Liberale Partij was de PC de belangrijkste partij van Roemenië.
De PC werd op 3 februari 1880 in Boekarest opgericht. Voor die tijd bestonden er overigens al diverse conservatieve groepen en was er een sterke conservatieve fractie in het parlement. De PC ontving de steun van grootgrondbezitters, de bourgeoisie, ambachtslieden en intellectuelen. De partij steunde de ontwikkeling van de lichte industrie, maar was tegen een te verregaande industrialisering van Roemenië.
De PC was aanvankelijk tegen het algemeen kiesrecht voor mannen, sociale voorzieningen van overheidswege en verregaande democratisering van de maatschappij, maar na de Roemeense Boerenopstand van 1907, ging de partij overstag en steunde onder andere de invoering van het algemeen kiesrecht in 1913. Na de Eerste Wereldoorlog viel de partij uiteen in de Conservatieve Democratische Partij (Partidul Conservator-Democrat) en de Progressieve Conservatieve Partij (Partidul Conservator-Progresist). Deze beide partijen boekten in de eerste jaren na de Eerste Wereldoorlog enige verkiezingssuccessen, maar verdween later van het politieke toneel. In 1922 fuseerde de Conservatieve Democratische Partij met de Nationale Partij. Een restant van de Conservatieve Partij bleef tot 1925 bestaan.

## Voorzitters
- Manolache Costache Epureanu — 1880
- Lascăr Catargiu — 1880 - 1899
- Prins Gheorghe Cantacuzino — 1899 - 1907
- Petre P. Carp — 1907 - 1913
- Titu Maiorescu — 1913 - 1914
- Alexandru Marghiloman - 1914 - 1925

## Premiers
- Theodor Rosetti (1888-1889)
- Lascăr Catargiu (1889; 1891-1895)
- Ion Emanuel Florescu (1891)
- Prins Gheorghe Cantacuzino (1899-1900; 1904-1907)
- Petre P. Carp (1900-1901; 1910-1912)
- Titu Maiorescu (1912-1913)
- Alexandru Marghiloman (1918)

## Publicaties
- Timpul (1876-1884; 1889-1900)
- Epoca (1885-1889; 1895-1901)
- Conservatorul (1900-1914)
- Steagul (1914-1922)